# 토르 (영상 코덱)
토르(Thor)는 시스코 시스템즈에서 개발 중인 로열티 프리 비디오 코덱이다. 토르의 사양은 다양한 인터넷 초안에서 사용할 수 있다.
2015년 7월 22일 토르는 IETF에 NETVC 비디오 표준 후보로 제출되었다. 토르는 HEVC에서도 사용되는 일부 Cisco 요소를 사용한다. NETVC 작업의 일환으로 토르에 사용된 CLPF(Constrained Low-Pass Filter) 및 모션 보상 기술은 달라(Daala) 코덱의 랩 변환 코딩 기술과 함께 테스트되었다.
2015년 9월 1일, 시스코는 Alliance for Open Media가 토르의 요소를 사용하여 로열티 프리 비디오 형식인 AOMedia 비디오 1을 개발할 것이라고 발표했다.
토르의 주요 개발자이자 AV1 기여자인 스테이나르 미츠코겐에 따르면 토르는 AV1과 매우 대조적으로 실시간 CPU 인코딩(2018년 3월 19일 NETVC 회의 101 기준)에 있어 좋은 상태를 유지하고 있다. AV1의 마무리를 위해 토르 개발이 중단되었지만 미츠코겐은 달라 엔트로피 코더를 병합하고 화면 콘텐츠를 위한 더 많은 도구를 추가하여 토르 개발을 추가로 계획했다.